# Yokohama Arena
Yokohama arena (japanska: 横浜アリーナ) är en inomhusarena i Yokohama, Japan, invigd 1989. Den har en kapacitet på upp till 17 000 åskådare och används för sport- och musikevenemang. Arenan ägs av Seibu Group, ett järnvägs- och fastighetsbolag. Den är byggd med Madison Square Garden som förebild.
Världsmästerskapen i bordtennis 2009 spelades i arenan, liksom bland annat finalen under världsmästerskapet i volleyboll för damer 2018. Finalen i B.League (japanska herrbasketligan) spelades i arenan 2018. Flera titelmatcher i boxning, liksom fribrottningstävlingar har också genomförts i arenan. Ett stort antal musikartister, både japanska och internationella, har haft konserter i arenan.